# Igreja Paroquial de Nossa Senhora de Belém (Terra Chã)

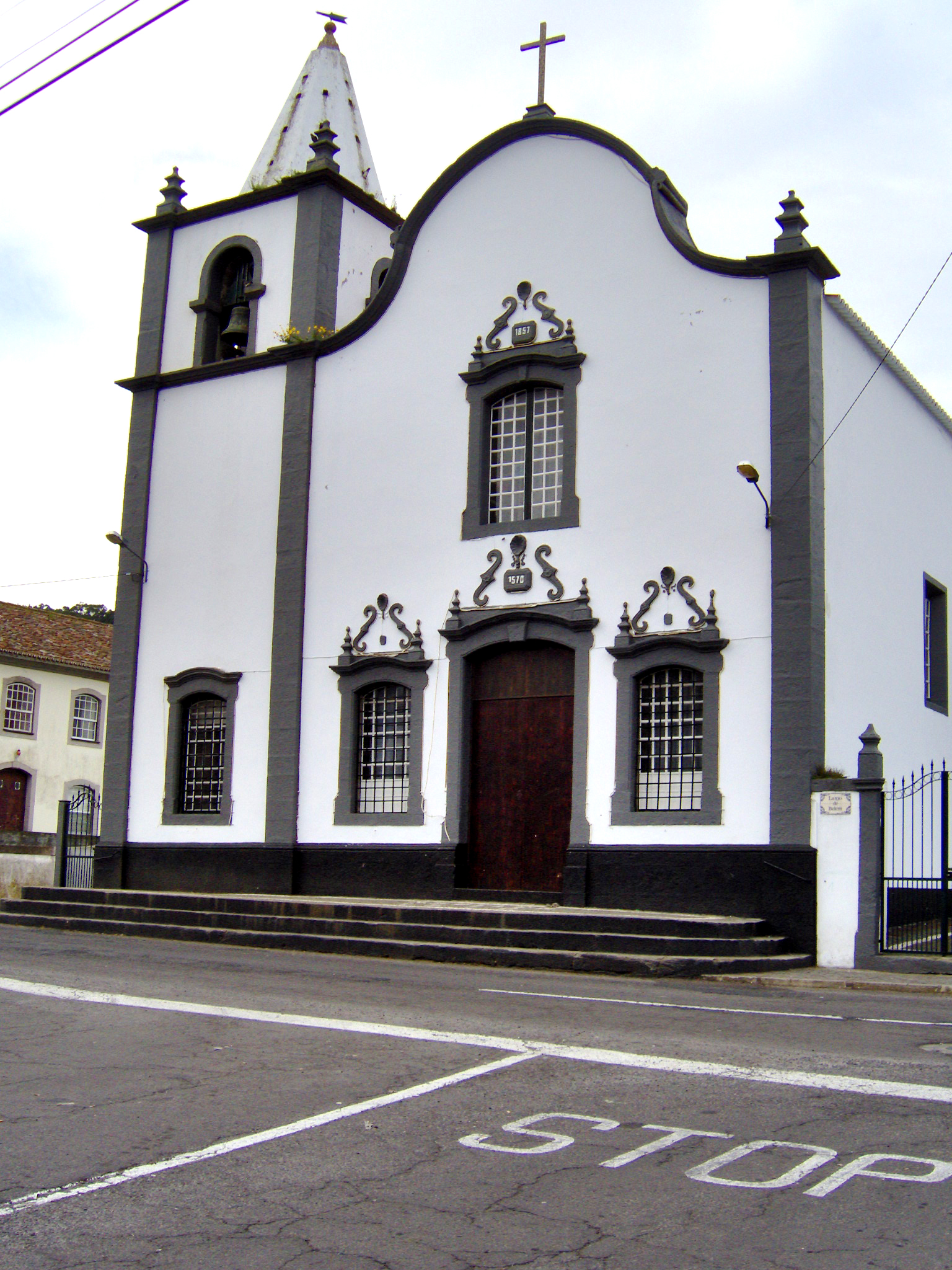
Igreja Paroquial de Nossa Senhora de Belém.

A Igreja Paroquial de Nossa Senhora de Belém (Terra Chã) é a igreja sede da paróquia católica da freguesia açoriana da Terra Chã, concelho de Angra do Heroísmo, ilha Terceira, arquipélago dos Açores.
Este templo apresenta-se com uma arquitectura simples com a fachada dividida entre o corpo principal da igreja e a torre sineira.
O terreno para a construção desta igreja foi cedido morgado João Moniz Corte Real que era descendente dos fundadores de uma antiga ermida que existia no lugar onde este templo foi erigido.
O lançamento da primeira pedra ocorreu no dia 21 de Novembro de 1846, tendo a construção durado até 1857 data em que o templo foi aberto ao culto. Um dos grandes motivos da demora na construção foi a falta de fundos.